# Hrušovo
Hrušovo és un poble i municipi d'Eslovàquia. Es troba a la regió de Banská Bystrica.

## Història
En 1297, s'esmenta per primera vegada per escrit com a municipi Huruswa i estava sota el domini del castell Blh del segle xiv de la família Derencsényi.
Val la pena veure la torre del campanar de la primera meitat del segle xviii i l'església protestant de 1786, reconstruïda en 1904.

## Demografia
| Godina             | 1994 | 2004    | 2014    | 2024    |
| ------------------ | ---- | ------- | ------- | ------- |
| Nombre de persones | 252  | 225     | 193     | 161     |
| Diferència         |      | −10,71% | −14,22% | −16,58% |

| Godina             | 2023 | 2024   |
| ------------------ | ---- | ------ |
| Nombre de persones | 162  | 161    |
| Diferència         |      | −0,61% |